# فرسان التنكاي

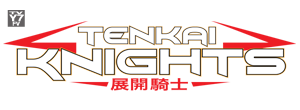
فرسان التنكاي

فرسان التنكاي (باليابانية: テンカイナイト، بالروماجي: Tenkai Naito)، هي سلسلة أنمي كندي-ياباني من إنتاج شوشيا للإنتاج (Shogakukan) وسيد تدور للتحريك وهذا بواسطة استوديو بونز وشركة شوشيا للموسيقى والترفيه الرقمي، ثبت رسميا عبر كرتون نتورك في الولايات المتحدة في 24 أغسطس من عام 2013، وأما في كندا على تليفزيون تيل تون بتاريخ 28 سبتمبر 2013. وبعد سنة إنتهت السلسلة لأول مرة في قناة تلفزيون طوكيو اليابانية التابعة لها يوم 5 أبريل 2014.

## وسائل الإعلام

### أنيمي
سلسلة بثت أول مرة في الولايات المتحدة على التلفزيون مع قنوات الكابل، بمحطة شبكة الكرتون على 24 أغسطس 2013، في 7:30 صباحا في كندا على Télétoon في 28 سبتمبر 2013. حاليا فقط في إصدار اللغة الإنجليزية من تينكاي فرسان متاح في الولايات المتحدة.

### الإفراج عن دي في دي
الإفراج عن دي في دي من سلسلة في الولايات المتحدة بعنوان "فرسان التنكاي: صعود الفرسان"، الذي صدر في 4 فبراير 2014 (الولايات المتحدة). تم الإطلاق عن نفس الفلم على بلو راي في 4 مايو عام 2016  في اليابان.

### لعبة فيديو
في يناير / كانون الثاني 30 2014، نامكو بانداي ألعاب أعلنت عن لعبة فيديو بعنوان (باليابانية:Tenkai Knights: Brave Battle (テンカイナイト ブレイブバトル Tenkai Naito Bureibu Batoru) (テンカイナイト ブレイブバトル Tenkai Naito Bureibu Batoru) على نينتندو 3DS ، الذي صدر في اليابان يوم 25 سبتمبر 2014، وفي أمريكا الشمالية في 7 أكتوبر 2014.

## وصلات خارجية
- الموقع الرسمي نسخة محفوظة 8 مارس 2019 على موقع واي باك مشين.
- الموقع الياباني الرسمي
- مسؤول في تلفزيون طوكيو الموقع
- الموقع الرسمي اللعبة
- شبكة الكرتون الموقع الرسمي
- فرسان التنكاي على موقع IMDb (الإنجليزية)
- فرسان التنكاي على موقع نتفليكس (الإنجليزية)
- فرسان التنكاي على موقع كينوبويسك (الروسية)
- فرسان التنكاي على موقع قاعدة بيانات الفيلم (الإنجليزية)
- فرسان التنكاي على موقع ANN anime (الإنجليزية)
- Tenkai Naito في قاعدة بيانات الرسوم المتحركة الكبيرة